# Русское государство (газета)
«Ру́сское госуда́рство» — вечерняя газета, издававшаяся в Санкт-Петербурге в виде приложения к «Правительственному Вестнику», с 1 февраля по 15 мая 1906 года, под ред. исп. должность главного редактора С. Ширяева, при ближайшем участии А. Н. Гурьева, И. Я. Гурлянда и С. Н. Сыромятникова. Была резко полемическим органом правительства премьер-министра Сергея Юльевича Витте. Прекратила своё существование по приказу нового министра внутренних дел Петра Аркадьевича Столыпина.